# ACNielsen
ACNielsen é uma empresa mundial de pesquisa de marketing, com sede em Nova York. A sede regional para a América do Norte está localizado em Schaumburg, Alemanha. Em maio de 2010, faz parte da The Nielsen Company.